# Аба (Нигерия)
Аба́ (англ. Aba, игбо Abá) — город в Нигерии, в штате Абия. Расположен на реке Аба, в месте пересечения дорог из Порт-Харкорта, Оверри, Умуахиа, Икот-Экпене и Икот-Абаси. Население — 1 160 000 жителей (2022 год).
Изначально был местом поселения племени ибо. В 1901 году здесь был обустроен британский военный пост, связанный в 1915 году с Порт-Харкортом. Был административным центром Британской колониальной администрации. В 1929 году был центром женского восстания против налоговой политики колониальных властей. В 1967 году из-за продвижения правительственных войск ненадолго стал центром сепаратистского государства Биафра. В настоящее время является крупным промышленным и торговым центром. Трубопровод длиной 30 км от месторождения природного газа на реке Имо обеспечивает электроэнергией промышленную зону Абы. В городе производятся текстильная, фармацевтическая продукция, мыло, пластмассы, обувь и косметика, имеются ликёро-водочные заводы и пивоварня. В Абе есть школа искусств и наук, средние школы, педагогический колледж и несколько технических институтов.
Абу часто называют «городом слонов».
Местный футбольный клуб «Эньимба» является двукратным победителем розыгрыша Лиги Чемпионов КАФ (2003, 2005).